# Japanagromyza tristella
Japanagromyza tristella este o specie de muște din genul Japanagromyza, familia Agromyzidae. A fost descrisă pentru prima dată de Thomson în anul 1869. Conform Catalogue of Life specia Japanagromyza tristella nu are subspecii cunoscute.